# Atractodes fittoni
Atractodes fittoni är en stekelart som beskrevs av Jussila 1983. Atractodes fittoni ingår i släktet Atractodes och familjen brokparasitsteklar. Inga underarter finns listade.